# Laura Osswald

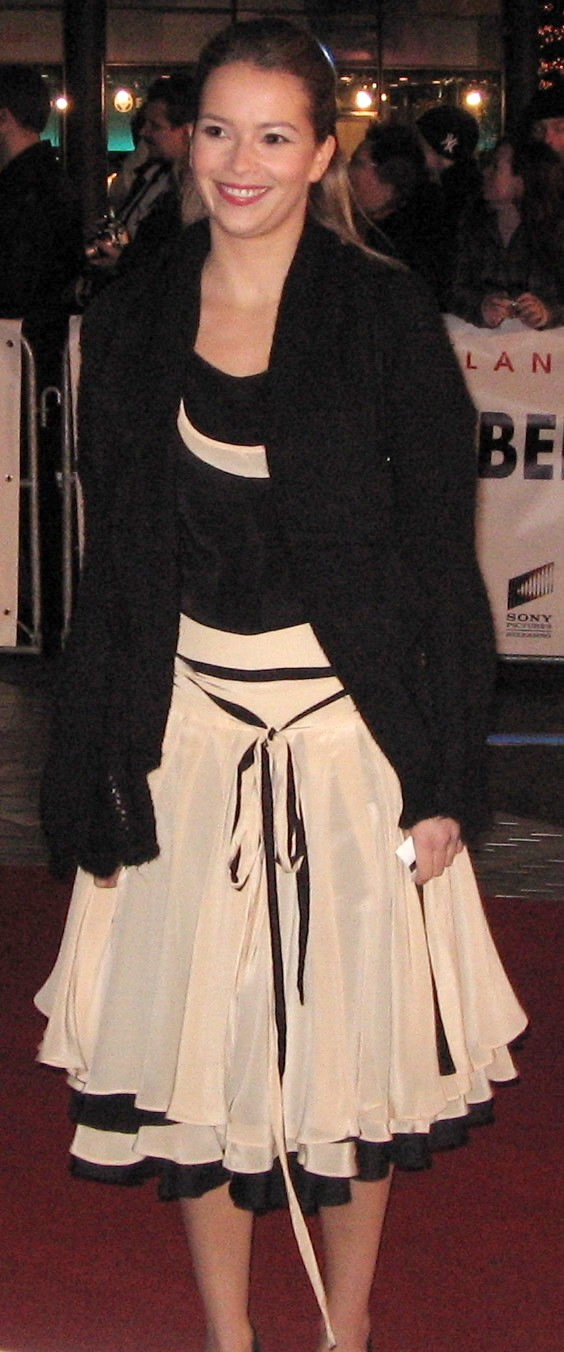
Laura Osswald (2007)

Laura Isabella Lolita Osswald (* 8. März 1982 in München) ist eine deutsche Schauspielerin und Fotomodell.

## Leben

### Karriere
Laura Osswald erhielt früh privaten Schauspiel- und Gesangsunterricht sowie Dialog- und Sprachtraining. Neben ihrer Schauspielkarriere ist sie als Fotomodell tätig. Seit 1999 ist Osswald in einer Vielzahl von Film- und Fernsehproduktionen zu sehen. Erste Bekanntheit erlangte sie mit der Serie Schulmädchen. Ihren großen Durchbruch hatte sie dann in der Telenovela Verliebt in Berlin, wo sie als Hannah Refrath mitspielte und in der zweiten Staffel als Protagonistin fungierte. Von 2008 bis 2011 spielte sie in der preisgekrönten Sitcom Doctor’s Diary die Rolle der Gabi Kragenow, die als Antagonistin auftritt. 2015 war sie in der Sat.1-Daily-Soap Mila neben Susan Sideropoulos zu sehen. In der ARD-Telenovela Sturm der Liebe ist sie seit April 2023 (Folge 4013) als Chefköchin Greta Bergmann zu sehen.

### Privates
Osswald führte ab Mitte 2011 eine Beziehung mit dem Unternehmensberater Krishan Weber. Sie heirateten im Dezember 2014 und haben eine gemeinsame Tochter (* 2016). Im November 2021 bestätigte Osswald die Trennung von Weber. Sie lebt mit ihrer Tochter in München.
Im März 2020 veröffentlichte Osswald ein Kochbuch.

## Filmografie (Auswahl)
- 2000: Die Bergwacht – Duell am Abgrund (Fernsehfilm)
- 2001: Sinan Toprak ist der Unbestechliche (Fernsehserie, 1 Folge)
- 2001–2002: Alphateam – Die Lebensretter im OP (Fernsehserie, 50 Folgen)
- 2002: Klinik unter Palmen (Fernsehserie, 2 Folgen)
- 2002: Seventeen (Kurzfilm)
- 2002, 2004–2005: Schulmädchen (Fernsehserie, Pilotfilm und 14 Folgen)
- 2003: Seventeen – Mädchen sind die besseren Jungs (Fernsehfilm)
- 2004: Die Wache (Fernsehserie, 1 Folge)
- 2004: Balko (Fernsehserie, 1 Folge)
- 2004–2006: SOKO München (Fernsehserie, 2 Folgen, verschiedene Rollen)
- 2004: Küstenwache (Fernsehserie, 1 Folge)
- 2005: Unter Verdacht: Atemlos (Fernsehfilmreihe)
- 2005: Tote Hose – Kann nicht, gibt’s nicht (Fernsehfilm)
- 2005–2007: Verliebt in Berlin (Fernsehserie, 369 Folgen)
- 2006: Verliebt in Berlin – Das Ja-Wort
- 2006–2011: Die Rosenheim-Cops (Fernsehserie, 3 Folgen, verschiedene Rollen)
- 2007: Die ProSieben Filmklassiker – Teenie (Fernsehreihe)
- 2007: Alarm für Cobra 11 – Die Autobahnpolizei (Fernsehserie, 1 Folge)
- 2008: Eine wie keiner
- 2008: ProSieben Funny Movie – Eine wie keiner (Fernsehreihe)
- 2008: Rosamunde Pilcher – Eine Liebe im Herbst (Fernsehreihe)
- 2008–2011: Doctor’s Diary (Fernsehserie, 24 Folgen)
- 2009: Großstadtrevier (Fernsehserie, 1 Folge)
- 2010: Bei manchen Männern hilft nur Voodoo
- 2010–2022: Der Alte (Fernsehserie, 2 Folgen, verschiedene Rollen)
- 2011: Flirtcamp
- 2011: SOKO Kitzbühel (Fernsehserie, 1 Folge)
- 2012: Im Brautkleid meiner Schwester
- 2012: Kreuzfahrt ins Glück – Australien (Fernsehreihe)
- 2012: Russisch Roulette (TV-Zweiteiler)
- 2012: Der Cop und der Snob (Fernsehserie, 1 Folge)
- 2012: Türkisch für Anfänger
- 2013: Der letzte Bulle (Fernsehserie, 1 Folge)
- 2013: Drei in einem Bett
- 2013: Fack ju Göhte
- 2013: Robin Hood und ich
- 2014–2015: Heiter bis tödlich: Monaco 110 (Fernsehserie, 4 Folgen)
- 2014: Der Knastarzt (Fernsehserie, 6 Folgen)
- 2014: Die Garmisch-Cops (Fernsehserie, 1 Folge)
- 2015: Männer! – Alles auf Anfang (Fernsehserie, 1 Folge)
- 2015: Mila (Fernsehserie, 6 Folgen)
- 2020: Der Beischläfer (Fernsehserie)
- 2020: München Mord: Ausnahmezustand (Fernsehreihe)
- 2020: Heldt (Fernsehserie, 1 Folge)
- 2022–2023: Kroymann (Satiresendung, 2 Folgen)
- seit 2023: Sturm der Liebe (Telenovela)
- 2023: Lena Lorenz: Schicksalsschlag (Fernsehreihe)

## Theater
- 2004: Der Ausreisser (Kleines Theater Bad Godesberg)